# Pauline Meurs
Pauline Louise Meurs (Le Vésinet, Frankrijk, 29 april 1953) is een Nederlandse sociologe, bestuurskundige, adviseur en emeritus hoogleraar bestuur van de gezondheidszorg aan de Erasmus Universiteit Rotterdam. Eerder was zij wetenschappelijk directeur van het mede door haar opgerichte Erasmus Centrum voor Zorgbestuur.
Namens de Partij van de Arbeid was ze van 2007 tot 2013 lid van de Eerste Kamer der Staten-Generaal. Van 1 september 2014 tot en met 31 mei 2019 was zij voorzitter van de Raad voor Volksgezondheid en Samenleving (tot 1 januari 2015 Raad voor de Volksgezondheid en Zorg).

## Levensloop

### Jeugd en opleiding
Meurs is de dochter van een ambassadeur. Ze groeide op in achtereenvolgens Frankrijk, Mexico, Brazilië, Colombia en Engeland. Vanaf 1970 studeerde ze sociologie en organisatiekunde aan de Erasmus Universiteit Rotterdam en aan de Rijksuniversiteit Leiden. Ze promoveerde in 1982 in de sociale wetenschappen.

### Loopbaan
Na haar afstuderen begon Meurs in 1976 als wetenschappelijk medewerker aan de faculteit der sociale wetenschappen van de Rijksuniversiteit Leiden. Van 1982 tot 1984 was ze onderzoeker en adviseur bij de Nederlandse Spoorwegen, en van 1984 tot 1988 onderzoeker en afdelingshoofd bij het Nederlands Centrum Geestelijke Volksgezondheid. Van 1988 tot 1998 werkte ze als organisatieadviseur, en was partner bij AO Adviseurs voor Organisatiewerk.
In 1997 werd Meurs benoemd tot bijzonder hoogleraar management en organisatie in de gezondheidszorg aan de Erasmus Universiteit Rotterdam, en van 2006 tot 2022 was zij daar actief als hoogleraar Bestuur van de Gezondheidszorg. In het jaar 1996-97 was Meurs voorzitter van de Orde van organisatiekundigen en -adviseurs en tussen 1998 en 2008 was zij lid van de Wetenschappelijke Raad voor het Regeringsbeleid.
Bij de Eerste Kamerverkiezingen 2007 werd Meurs gekozen in de Eerste Kamer. In de Eerste Kamer hield ze zich bezig met volksgezondheid en het asiel- en migratiebeleid. Per 1 februari 2013 werd ze benoemd tot lid van de Onderzoeksraad voor Veiligheid, ze was tot 1 juli 2014 lid van deze raad. Ze verliet in verband met deze benoeming de Eerste Kamer.
Tegelijkertijd was Meurs voorzitter van ZonMw, van 1 september 2011 tot 30 april 2015. Op 1 september 2014 werd ze voorzitter van de Raad voor de Volksgezondheid en Zorg en sinds 1 januari 2015 van de Raad voor Volksgezondheid en Samenleving. Op 1 juni 2019 trad Meurs af als voorzitter bij de Raad. Meurs blijft actief in haar functie als voorzitter van het Prins Bernhard Cultuurfonds, waar zij op 1 januari 2019 aantrad.

### Onderscheidingen
- 2014 - benoemd tot Officier in de Orde van Oranje-Nassau.
- 2014 - Meester Kackadorisprijs van de Vereniging tegen de Kwakzalverij vanwege een rapport van ZonMw. Van dit instituut was Pauline Meurs van 2007-2015 voorzitter.[5]
- 2016 - Meest invloedrijke vrouw van Nederland in de categorie gezondheidszorg in de Opzij Top 100 van het feministische maandblad Opzij.

## Werk

### Wetenschappelijke Raad voor het Regeringsbeleid
Voor de Wetenschappelijke Raad voor het Regeringsbeleid (WRR) was Meurs voorzitter van een projectgroep die het rapport Nederland als immigratiesamenleving (2001) voorbereidde en direct betrokken bij de rapporten Generatiebewust Beleid (1999), Borging van Publiek Belang (2000) en Beslissen over Biotechnologie (2002).
Ze was een van de opstellers van een rapport over normen en waarden en in de tweede raadsperiode verantwoordelijk voor drie rapporten: Bewijzen van goede dienstverlening (2003) Lerende overheid (2005) en Identificatie met Nederland (2007).

## Publicaties
- Meurs, Pauline Louise. Zeggenschap in het ziekenhuis : een onderzoek naar zeggenschapsverhoudingen in kleine en middelgrote algemene ziekenhuizen in Nederland. Proefschrift Leiden, 1982.
- Meurs, Pauline Louise. Nobele wilden: over verantwoordelijkheden van directeuren van instellingen in de gezondheidszorg. AO, Adviseurs voor organisatiewerk [distr.], 1997.
- Meurs, Pauline. Sociaal vertrouwen: een kwestie van durf. SER/Verwey Jonker (2008).

Artikelen, een selectie
- Wallenburg, I., van Exel, J., Stolk, E., Scheele, F., de Bont, A., & Meurs, P. (2010). "Between trust and accountability: different perspectives on the modernization of postgraduate medical training in the Netherlands." Academic Medicine, 85(6), 1082-1090.
- Witman, Y., Smid, G. A., Meurs, P. L., & Willems, D. L. (2011). "Doctor in the lead: balancing between two worlds." Organization, 18(4), 477-495.